# Soda Springs
Soda Springs è una città e capoluogo di contea della Contea di Caribou, Idaho, Stati Uniti d'America.

## Geografia fisica
Soda Springs si trova a 1.760 metri s.l.m. ed ha 3.381 abitanti al censimento del 2000; con una superficie di 11,8 km² secondo lo United States Census Bureau, la densità di popolazione è di 588,5 ab/km².
Il clima è continentale con lunghi, freddi inverni nevosi ed estati molto calde.

## Storia
Soda Springs è diventata capoluogo della provincia di Caribou da quando quest'ultima è stata organizzata nel 1919; negli anni sessanta dell'Ottocento era invece il capoluogo della Contea di Oneida.
La città prende il nome dalle centinaia di sorgenti di acqua con anidride carbonica collocate intorno alla città; queste fonti erano ben conosciute anche dai nativi americani ed erano un famoso punto di riferimento lungo la pista dell'Oregon a metà del XIX secolo. La città oggi è conosciuta anche per il "Soda Springs Geyser", un getto artificiale di anidride carbonica che genera un geyser di acqua fredda.